# Löbl Mária Zsófia
Löbl Mária Zsófia (1630–1676) báró Löbl János Kristóf és Rattkay Anna leánya, Zrínyi Miklós horvát bán második felesége.

## Élete

### Származása
Előkelő családból származott, anyja révén pedig a horvátországi magyar nemességhez fűzték rokoni szálak: a Rattkay család ősi fészke, Nagytábor, melyet Rattkay Pál 1502-ben adományként kapott Corvin Jánostól, Varasd vármegye északi határán feküdt. A család tagjai részt vállaltak a horvátországi közigazgatásban, valamint a magyar és a horvát végvári harcokban is jeleskedtek, és már Löbl János Kristóf apósa, Rattkay Péter bárói rangot kapott az uralkodótól.

### Házassága
Bécsben ismerkedett meg Zrínyi Miklóssal, aki nem sokkal korábban temette el első feleségét, Draskovich Mária Euzébiát. Zsófia nem hasonlított az első feleséghez, ugyanakkor bájos teremtés volt, akit később is kis asszonykaként emlegettek gyönge alkata miatt. 1652. április 30-án házasodtak össze. Ugyanezen a napon írta alá Zrínyi a házassági szerződést, melyben jelentős vagyont adományozott olyan feltétellel, hogy az ő korábbi elhalálozása esetén feleségétől semmit el ne vehessenek, akár új házasságot köt, akár nem. Mivel a szerződés érvényességéhez öccse aláírása is szükséges volt, Zrínyi Péter maga és összes gyermekei nevében a kötelezvényt helyesnek és jogi érvényűnek ismerte el, visszavonhatatlanul. 1664-ben a haldokló Zrínyi Forstall Márk és Guzics Miklós jelenlétében szóban is megerősítette végakaratát, hogy minden csáktornyai ingó és ingatlan vagyona a várnéppel és szolgákkal együtt feleségét illeti.
Új feleségével Csáktornyára érkezve Zrínyi engedett a kis asszonyka csöndesebb, egyszerűbb erkölcsű életvitelének, beszüntette a korábbi nagy vendégjárásokat. Zsófia asszony meghitt családi életre vágyott, s ezt férje biztosította neki, lévén, hogy éppen nem volt háború. Négy gyermekük született:
- Mária Terézia Borbála (1655-1658)
- Mária Katalin (1656-?)
- Izsák (1658-1659)
- Ádám (1662-1691)

### Özvegységben
Váratlan és korai halálával Zrínyi Miklós két kiskorú gyermeket hagyott maga után 1664-ben. Mária Katalin nyolcéves, öccse, Ádám kétéves volt ekkor. Neveltetésükről, jogaik védelméről özvegyen maradt anyjuknak kellett gondoskodnia. A báni méltóságot öccse, Zrínyi Péter kapta meg, aki feleségével, Frangepán Katalinnal és báni udvarával hamarosan beköltözött a család fejét hagyományosan megillető csáktornyai várba. Az özvegy és az új bán között 1665. december 15-én jött létre az egyezség a birtokügyek rendezéséről. Csáktornyát és a hozzá tartozó birtokokat megfelezték, kárpótlásul az özvegy megkapta Ozaly felét. Zsófia a gyermekekkel továbbra is Csáktornyán maradt, és onnan irányította erős kézzel a gyermekek örökségét képező birtokok ügyeit. A kényszerű együttlakás és a vagyon körüli egyezkedés azonban állandó vitákat eredményezett. A helyzetet tovább súlyosbították a Zsófia és Frangepán Katalin közötti személyes ellentétek is. 1667. július 22-én Sopronban újabb egyezmény jött létre, de a hatásköri villongások ezután sem ültek el. A Wesselényi-összeesküvésbe bonyolódó Zrínyi Péternek egyre több pénzre volt szüksége, és honvédelmi érdekekre hivatkozva, teljesen magának követelte a Csáktornyán felhalmozott hadi muníció és a katonaság feletti rendelkezés jogát.
1670 elején válságosra fordultak a bán ügyei. A törökkel tárgyalt, a Muraközben nemesi felkelést hirdetett és Stájerország ellen készült. Március 12-én a veszélyes helyzetre való tekintettel távozásra szólította fel sógornőjét Csáktornyáról. Zsófia ekkor Varasdra költözött át gyermekeivel, Draskovich János házába. Három nappal később itt folytatott tárgyalásokat a bán érdekeit képviselő Forstall Márkkal és Guzics Miklóssal. A felek között Ludovik Vukoslavić zágrábi kanonok és Đuro Orehovacki közvetítettek. A zágrábi káptalan követei március 16-án részletes jegyzéket állítottak össze az özvegy Csáktornyán hátrahagyott ingóságairól.
Zrínyi Péter letartóztatása után, 1670 májusában a császári végrehajtók megkezdték a bán vagyonának hivatalos lefoglalását, melynek során Zsófiát is kihallgatták, aki önként kiszolgáltatta a Frangepán Katalin által az őrzésére bízott vagyontárgyakat. A végrehajtók mindvégig tiszteletben tartották az özvegy birtokjogát. Zsófia később Verbőcén rendezkedett be, 1673 júniusában még itt állított ki egy kiváltságlevelet. 1676-ban halt meg. Leánya, Katalin apáca lett a karmeliták bécsújhelyi kolostorában. Fia, Ádám Prágában folytatott tanulmányokat, majd Légrád és a Muraköz főkapitánya lett; a szalánkeméni csatában esett el 1691-ben.